# Csík Ibolya
Csík Ibolya (írói álnevén: Viola Henderson; Budapest, 1953. december 3. –) magyar újságíró, író, jogász.

## Életrajz
Kuris Erzsébet Mária önkormányzati munkatárs és Csík Lajos, a Gyáli Vasipari Szövetkezeti elnökének házasságából született 1953. december 3-án, Budapesten.
Érettségi után eleinte üzletkötőnek készült, majd egyre inkább az írás foglalkoztatta, ezért újságíró-gyakornok lett, és 1980-tól 1981-ig a Magyar Újságírók Országos Szövetsége által működtetett kétéves Újságíró Iskolában tanult. Ezt követően Szegeden, a József Attila Tudományegyetem (ma Szegedi Tudományegyetem) levelező tagozatán 1988-ban diplomázott az Állam- és Jogtudományi Karon.

## Szakmai pályafutás

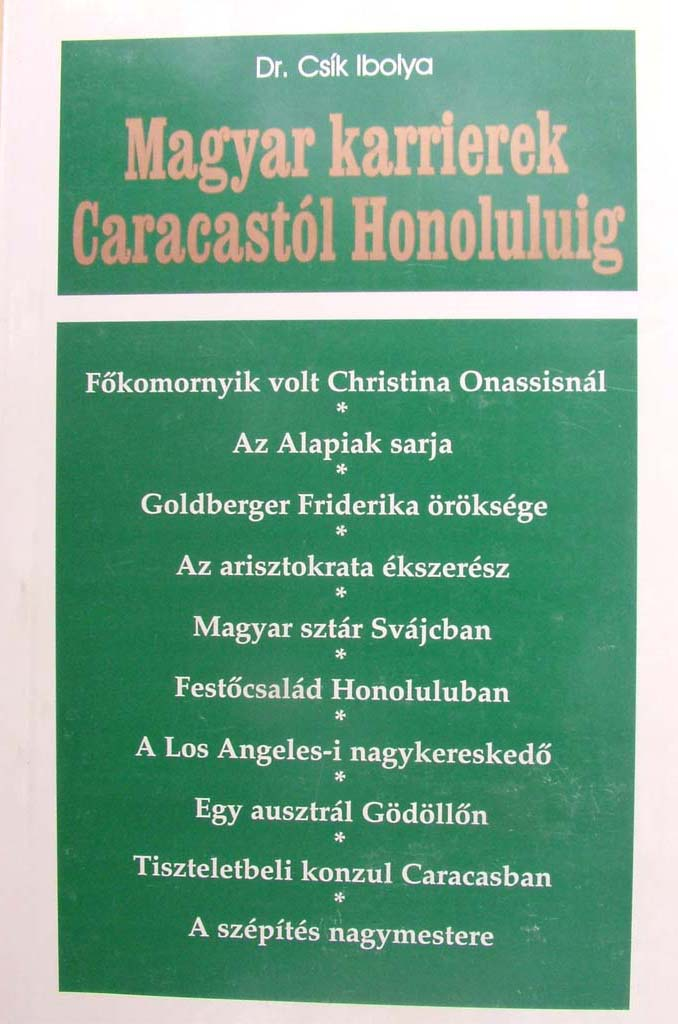
Magyar karrierek Caracastól Honolluig

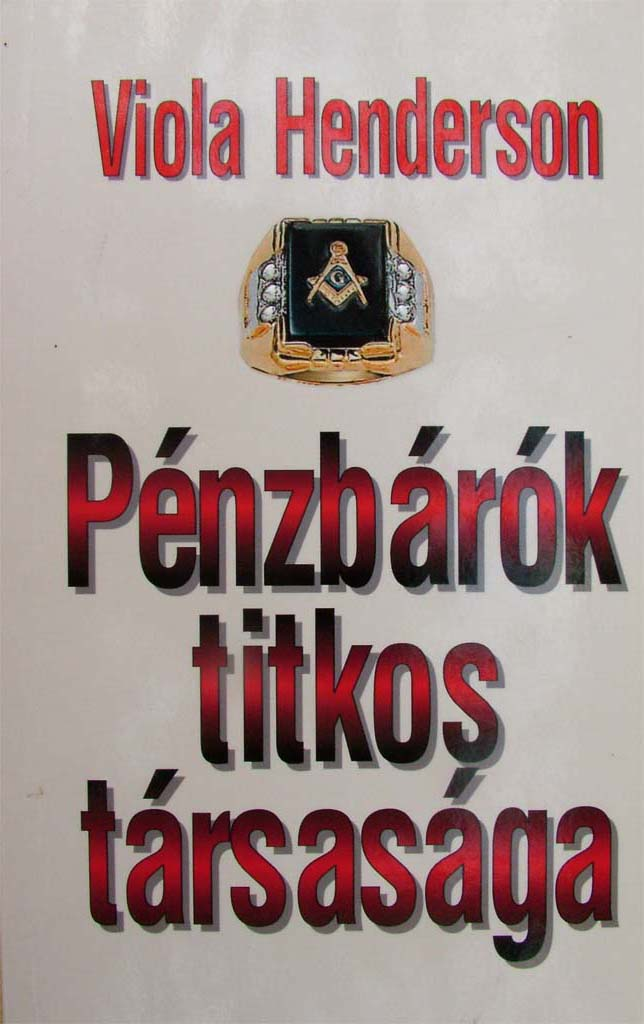
Pénzbárók titkos társasága (Szerző: Viola Henderson, alias Dr. Csík Ibolya

- 1976-tól 1988-ig: Hírlapkiadó Vállalat, újságíró
- 1988-tól 1990-ig: A Rupert Murdoch tulajdonában lévő Reform Magazin alapító tagja és jogi rovatvezetője
- 1990-ben: Nők Világa magazin főszerkesztője, Exkluzív Magazin igazgatója
- 1991-től 1992-ig: A HT Press Sajtóügynökségen szerkesztő
- 1992-től 1993-ig: Heti Riport főszerkesztője (Hírlapkiadó Vállalat)
- 1993-tól 1994-ig: Ádám Magazin főszerkesztője (Hírlapkiadó Vállalat)
- 1994-től 1998-ig: Ádám Üzleti Klub tulajdonos-igazgatója és a Rubin Hotel, majd a pécsi Biokom Kft. sajtófőnöke
- 1998-tól 1999-ig: Ingatlan és Befektetés című hetilap rovatvezetője
- 2000. 05. 01-től: Budapest TV, Üzleti Világ (producere és szerkesztője)
- 2000. 07. 01-től: Alfa TV (Üzleti Világ, saját produkció)
- 2000. 09. 06-tól Pannon Rádió szerkesztő-műsorvezetője
- 2001-2002-ben: forgatókönyveket készített, filmeket forgatott
- 2003. 07. 06-tól, 2003. 12. 31-ig: Fanny Magazin, szerkesztő (Axel Springer Budapest)
- 2004-től Cadiz Press Média Kft. néven kiadói vállalkozást működtetett.
- 2009-től napjainkig a CADIZ MÉDIA online magazin: www.cadizmedia.hu tulajdonos-főszerkesztője

## Alkotások
- 1990-ben: Folytatásban közölte a "Gátlástalanok" című alkotását egy éven át a Nők Világa című heti magazin
- 1997-ben: „Magyar karrierek Caracastól Honoluluig” címmel könyvet írt sikeres magyarokról. (Kiadó: Cadiz Bt. és Komp Kft. ISBN 963 03 4575 7) Terjesztők: bookline, moly.hu, rukkola.hu, Antikvárium.hu.
- 2003-ban: "A szennyező fizet?" című, két részes környezetvédelmi film szerkesztő-riportere és rendezője volt. (A Magyar Televízió 2-es csatornáján 2003. 11. 21-én mutatták be.)
- 2005-ben:  a "Pénzbárók titkos társasága" című művét Viola Henderson hivatalosan levédett írói álnéven írta meg. A művet 051010002T azonosító szám alatt az Artisjus Magyar Szerzői Jogvédő Iroda Egyesület nyilvántartásba vette. (Kiadó: CADIZ BT. ISBN 963 229 618 4)
- 2009-ben Cadiz Média néven Duró Imrével, a párizsi székhelyű Eutelsat nemzetközi űrtávközlési vállalat korábbi igazgatójával, online magazint alapított és szerkeszt. Laptulajdonosként a főszerkesztői tisztet is ellátja. A magazinban színes információkat közölnek ismert emberekről, továbbá fontos összefüggéseket tárnak fel az olvasóknak. Az Országos Széchényi Könyvtárban ISSN 2062-7831 szám alatt vették jegyzékbe. CADIZ MÉDIA online magazin: www.cadizmedia.hu
- 2010-ben: "Mindig a győztes diktál" című drámájával részt vett a Magyar Rádió 1-egyes csatornáján meghirdetett irodalmi pályázaton.

### Publikált írások Dr. Csík Ibolyáról
- EZ A DIVAT 1992. október. „Kedveli a kosztümöt”
- Kurir FRAKK 1993. július 19. „Ádám Klub-est”
- ÁDÁM XIII. évfolyam 1993/9 „Ádám Klub-est”
- Kurir FRAKK 1993. szeptember 27. „A Rubin Ádám-estje”
- Reform 1993. október 20. lapszám: 6/42. „168, Erzsébet, Ádám”
- Invest in Hungary 1994/3 lapszám: 31 „Adam Club leader Ibolya Csík always has a load of surprises and amusements for club members”
- Kisasszony 1994. március 7. lapszám: 9. „Ádám, Rubinban”
- Kisasszony 1994. április 4. lapszám: 13. „Revü és lencse”
- Kisasszony 1994. június 3. lapszám: 22. Moldován Katalin: „Nyárváró”
- Fortuna 1994. július, lapszám: 7. „Ádám-party Fortuna játékkal”
- Kisasszony 1994. augusztus 25. lapszám: 33. „Gulyásparti Gulyás módra”
- Vendéglátás 1994. szeptember „Rubin(t)os gardenparty”
- Fortuna 1994. szeptember, lapszám: 9. „Fortuna az Ádám Partin”
- Kisasszony 1995. március 23. lapszám: 12 „Sajtóparti”
- Képes Aktuel 1997. lapszám: 18 „Szeresd felebarátodat”
- Képes Aktuell 1998. lapszám: 17. „Kitartás és kemény munka”
- RTV részletes 2000. augusztus lapszám: 23. Várhegyi Andrea: „Az üzleti világ alfája, az Alfa”
- Képes Európa IV. évf. lapszám: 10. „Rubin-parti”